# Liste der Auslandsvertretungen Algeriens

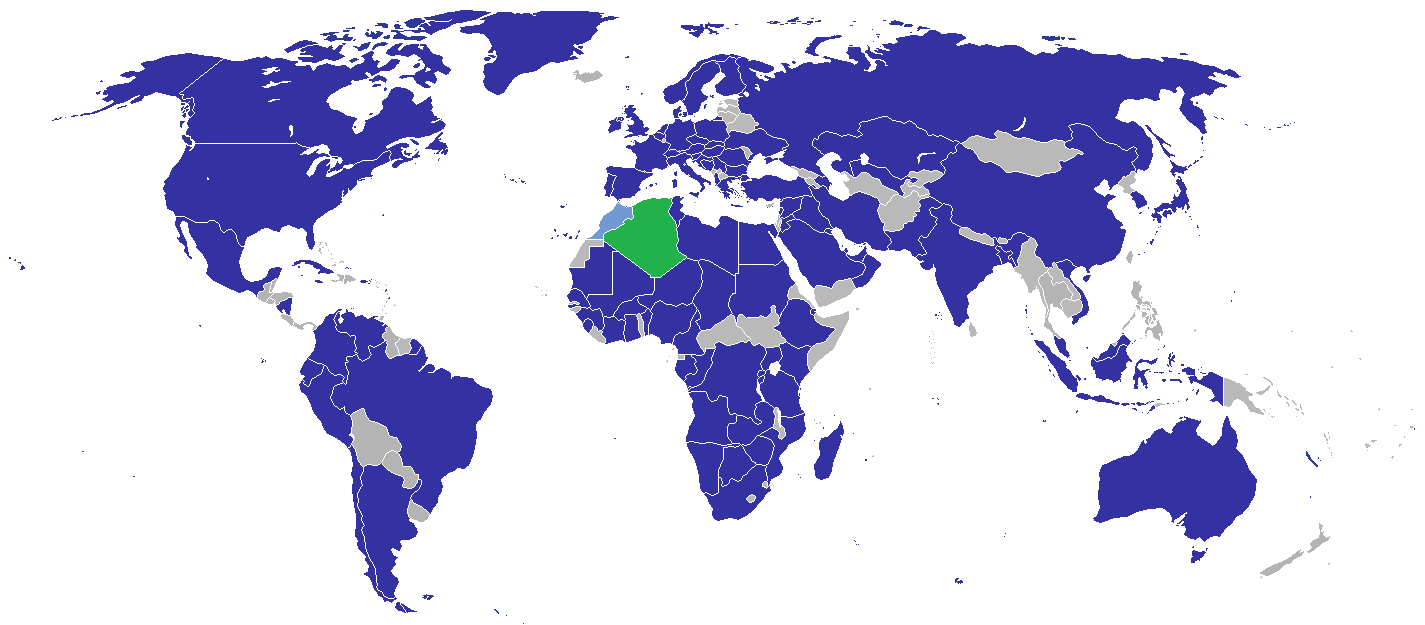
Standorte der diplomatischen Vertretungen Algeriens

Dies ist eine Liste der diplomatischen und konsularischen Vertretungen Algeriens.

## Diplomatische und konsularische Vertretungen

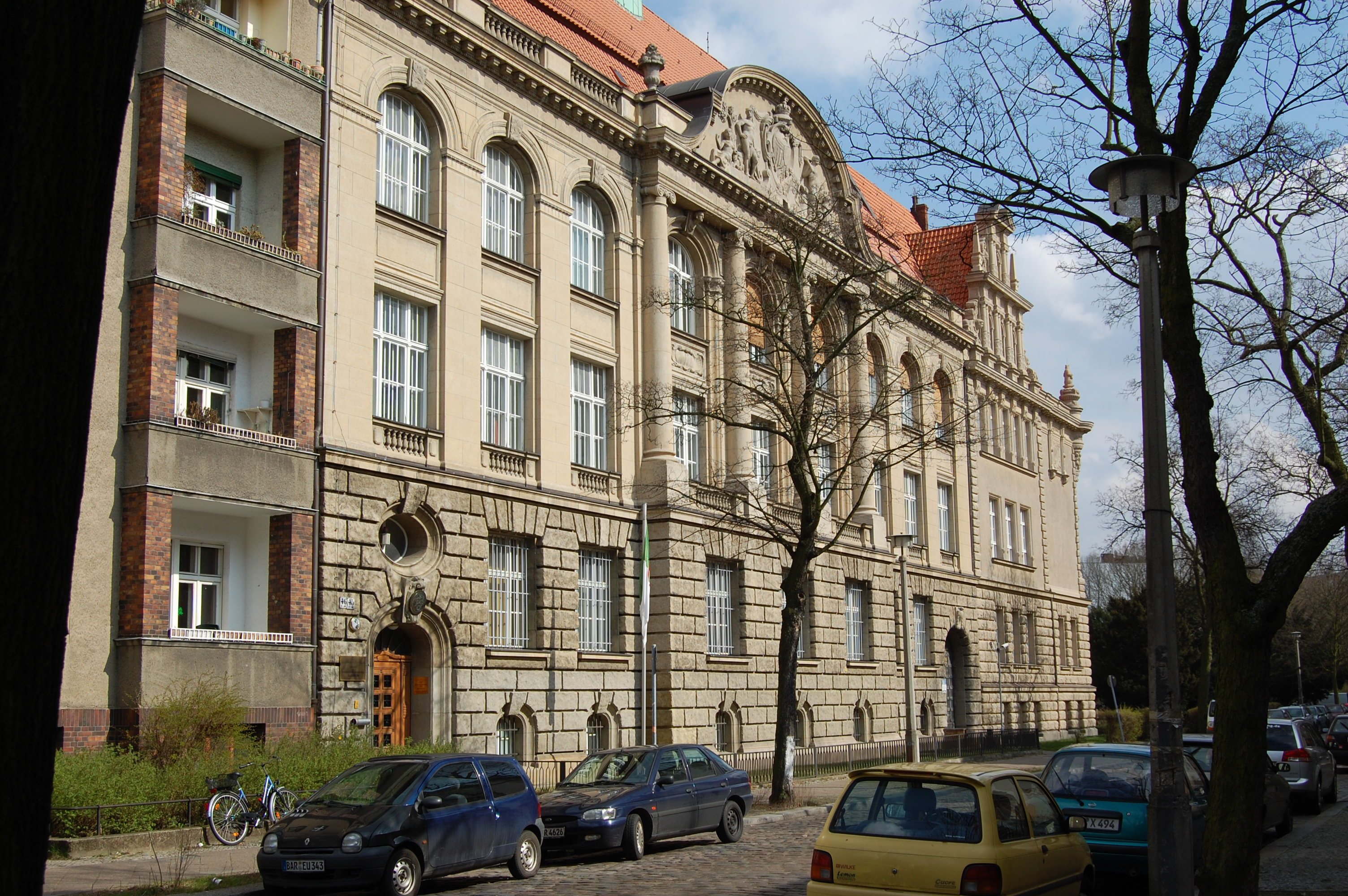
Algerische Botschaft in Berlin

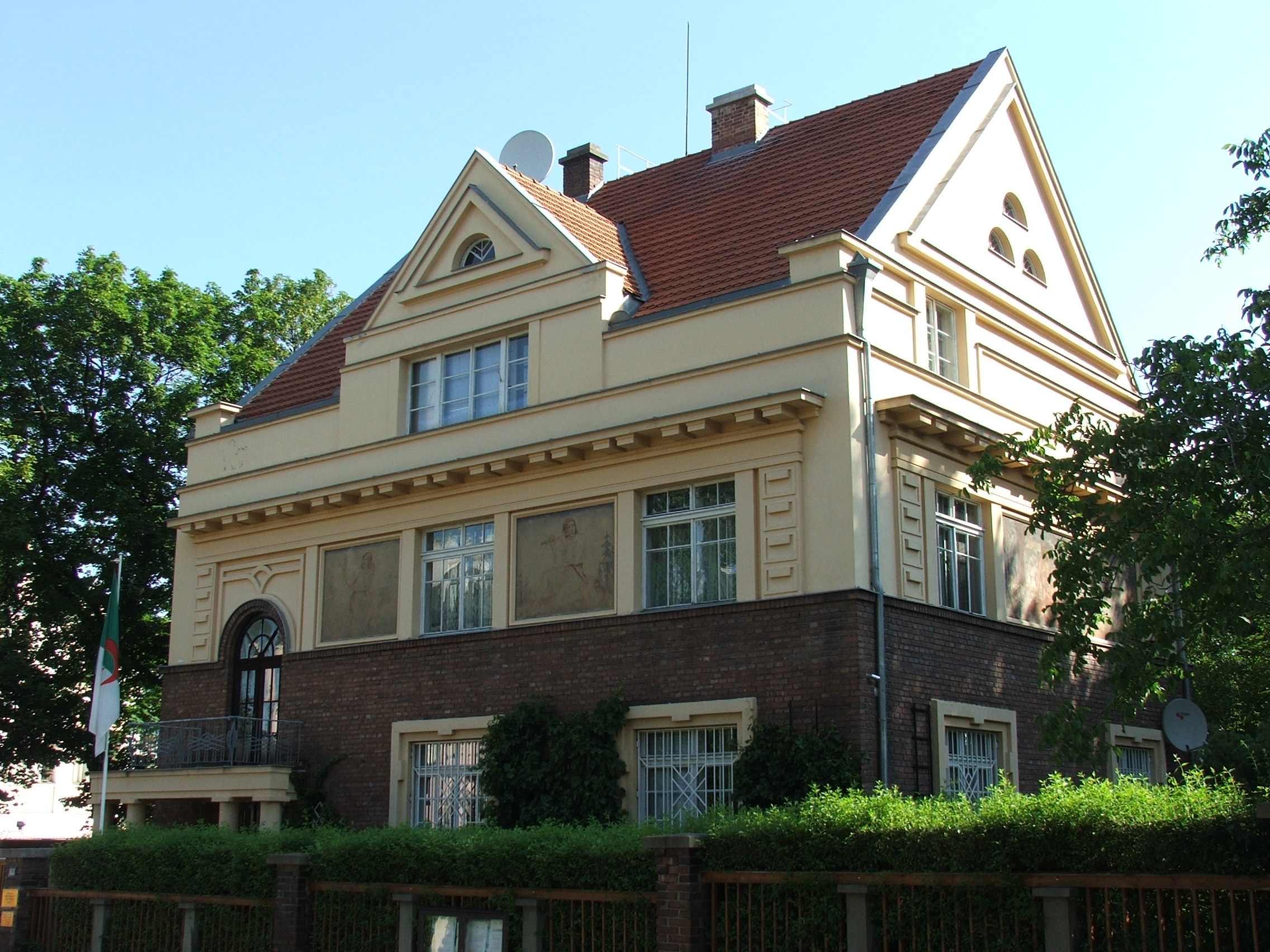
Algerische Botschaft in Prag

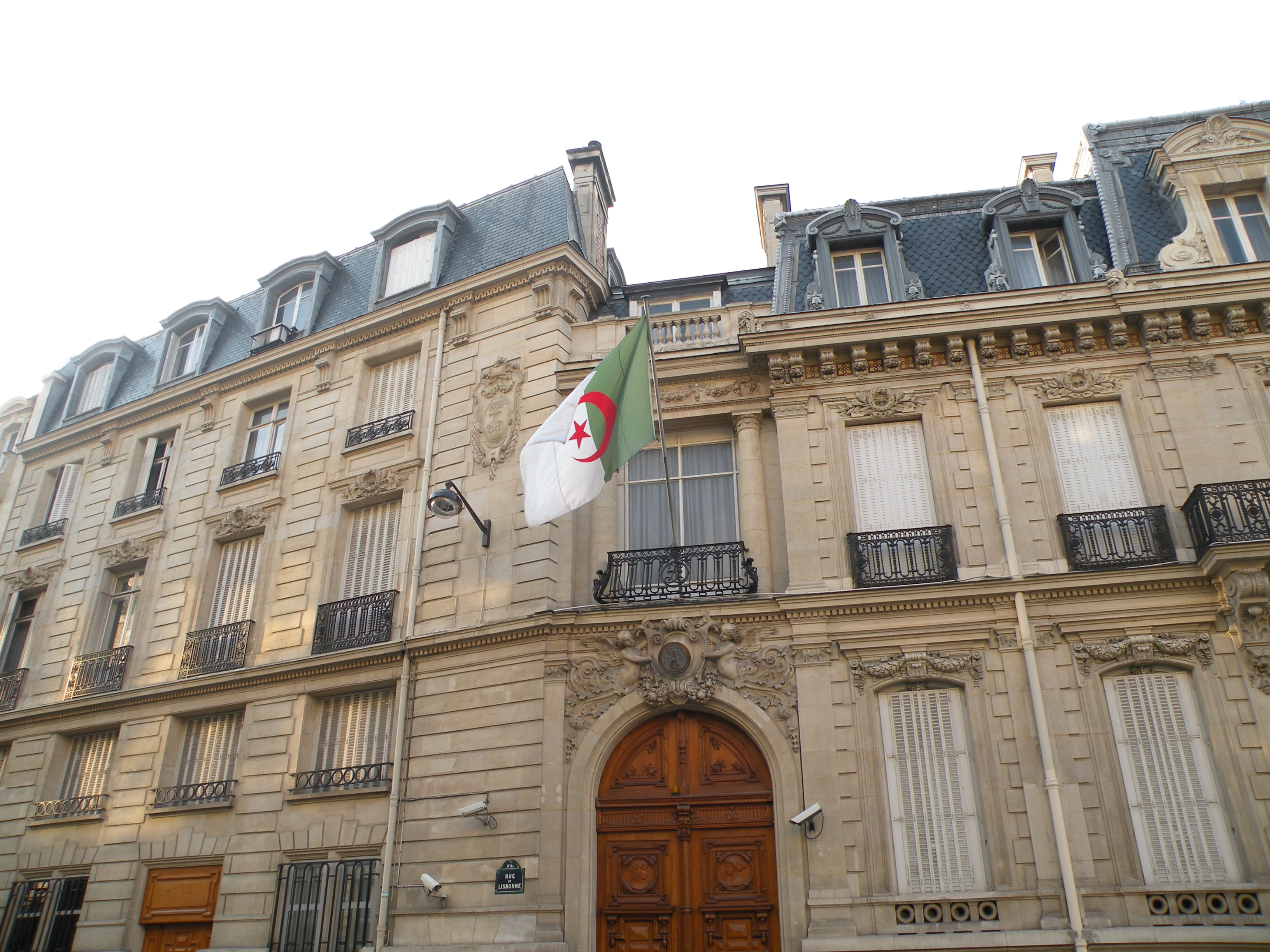
Algerische Botschaft in Paris

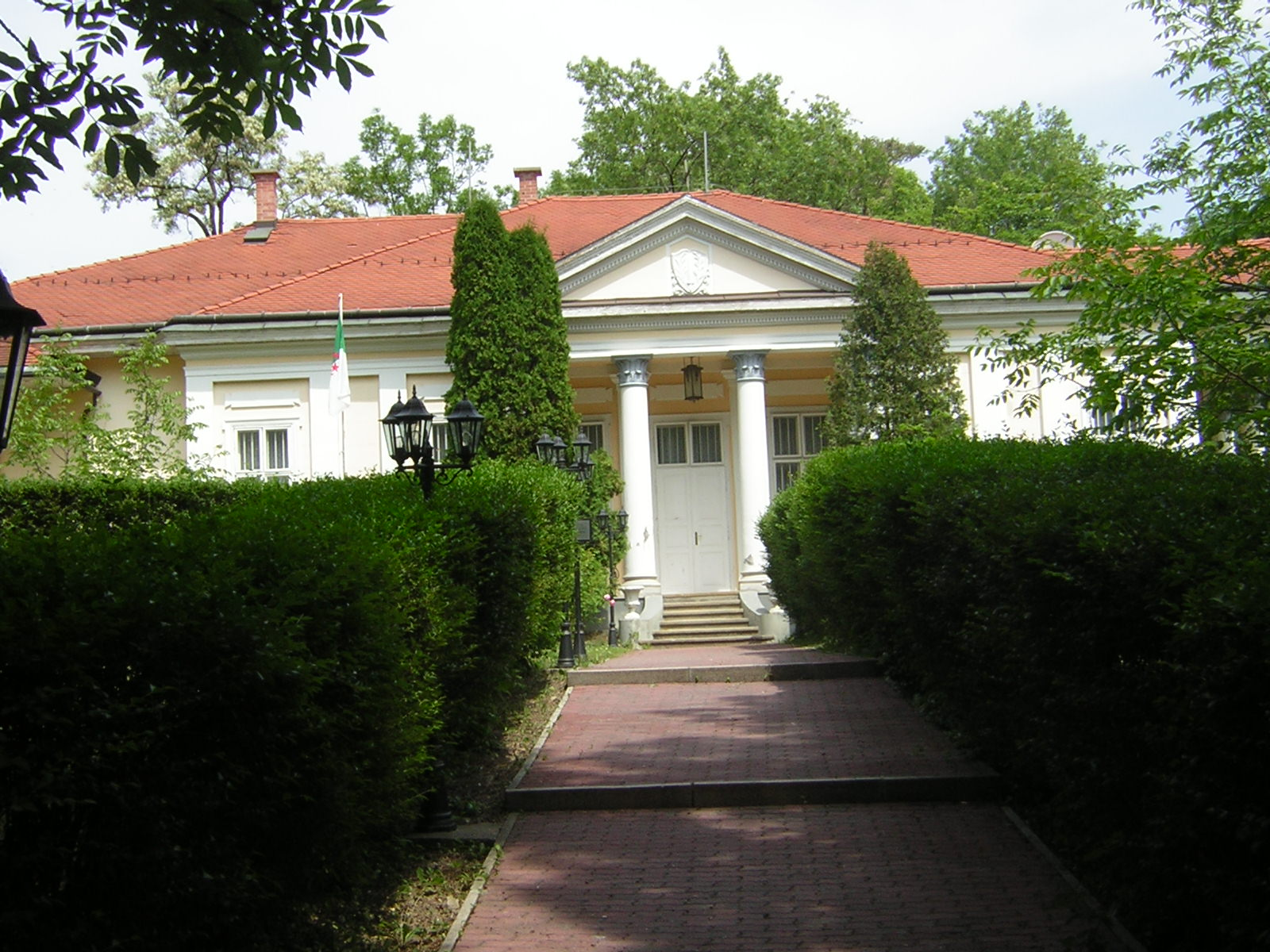
Algerische Botschaft in Budapest

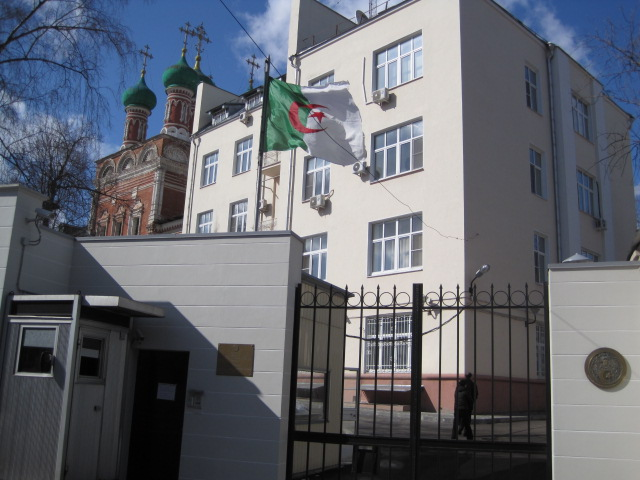
Algerische Botschaft in Moskau

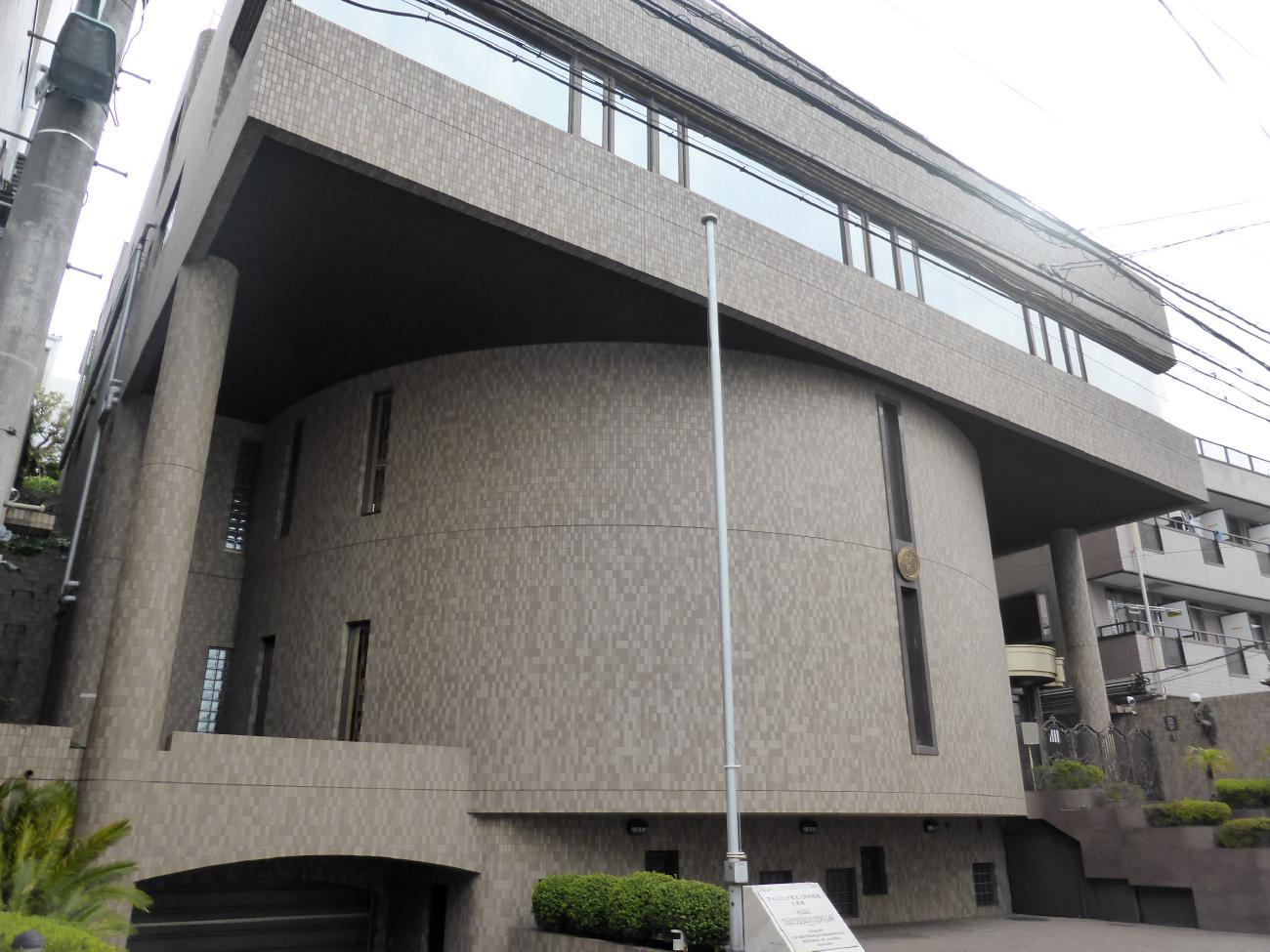
Algerische Botschaft in Tokio

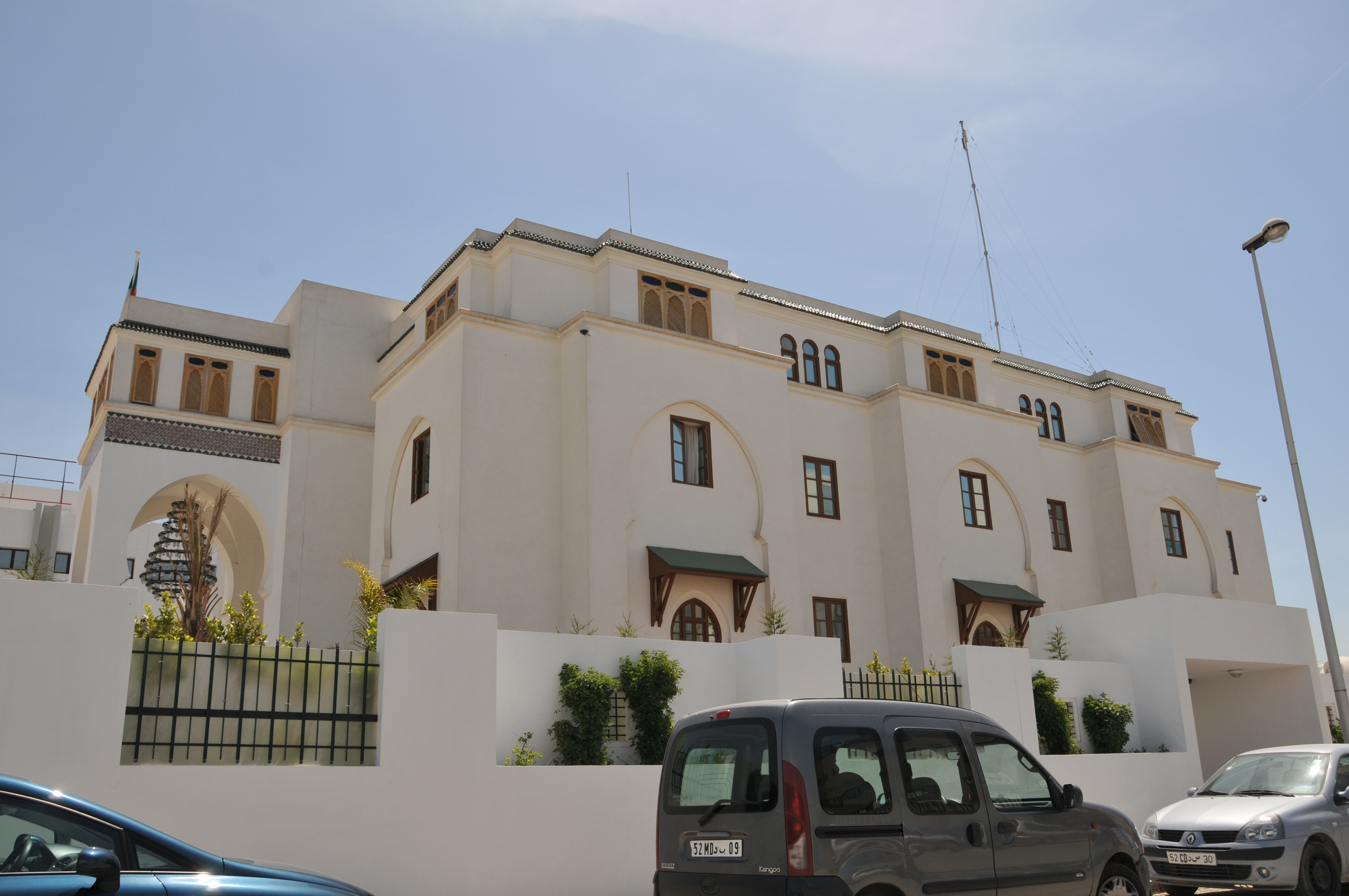
Algerische Botschaft in Tunis

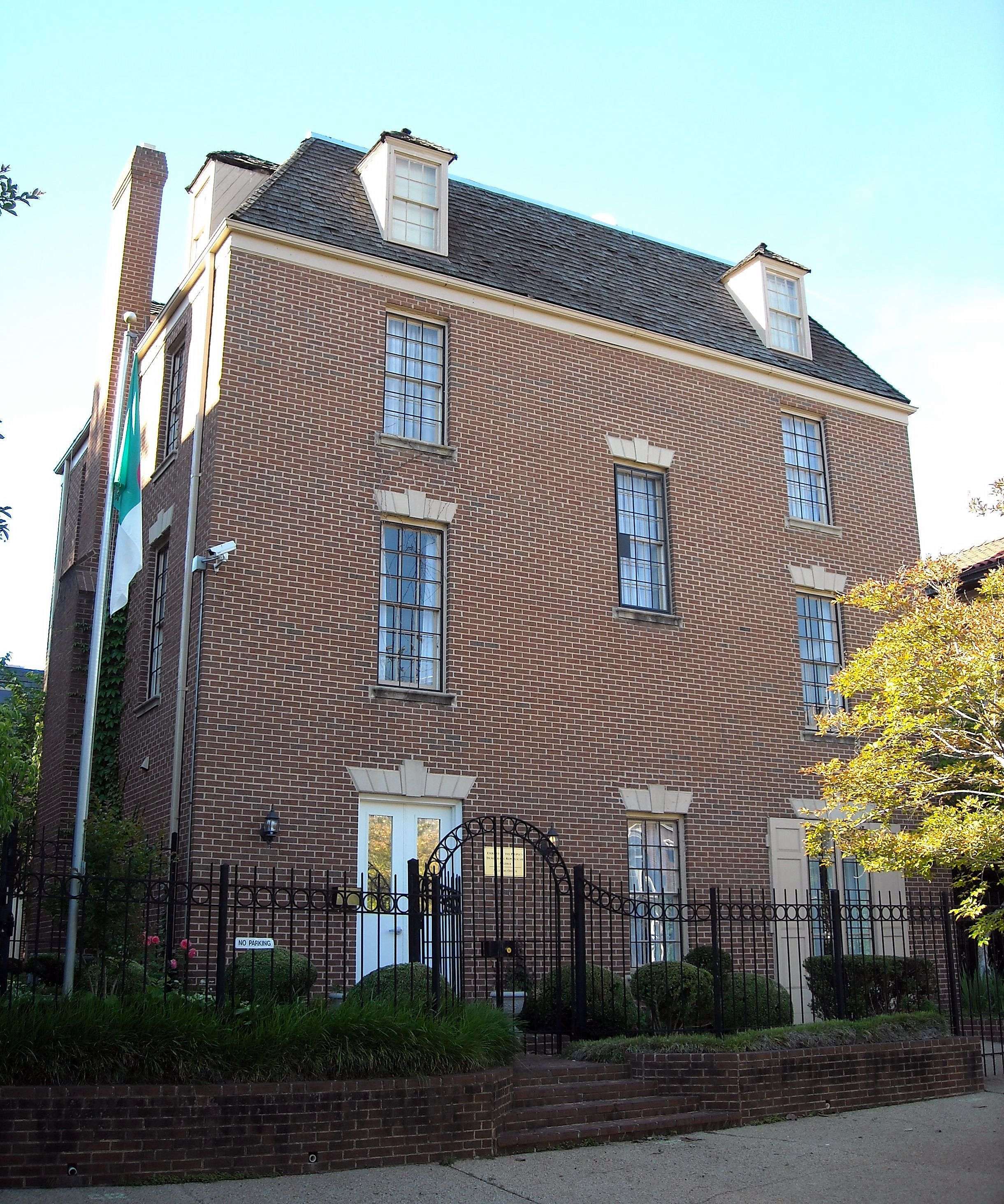
Algerische Botschaft in Washington, D.C.

### Afrika
| - Ägypten: Kairo, Botschaft - Angola: Luanda, Botschaft - Äthiopien: Addis Abeba, Botschaft - Burkina Faso: Ouagadougou, Botschaft - Demokratische Republik Kongo: Kinshasa, Botschaft - Elfenbeinküste: Abidjan, Botschaft - Gabun: Libreville, Botschaft - Ghana: Accra, Botschaft - Guinea: Conakry, Botschaft - Kamerun: Jaunde, Botschaft - Kenia: Nairobi, Botschaft - Kongo: Brazzaville, Botschaft - Libyen: Tripolis, Botschaft - Libyen: Sabha, Konsulat - Madagaskar: Antananarivo, Botschaft - Mali: Bamako, Botschaft - Mali: Gao, Konsulat - Mauretanien: Nouakchott, Botschaft - Mauretanien: Nouadhibou, Konsulat | - Marokko: Rabat, Botschaft - Marokko: Casablanca, Generalkonsulat - Marokko: Oujda, Konsulat - Mosambik: Maputo, Botschaft - Namibia: Windhoek, Botschaft - Niger: Niamey, Botschaft - Niger: Agadez, Konsulat - Nigeria: Abuja, Botschaft - Senegal: Dakar, Botschaft - Simbabwe: Harare, Botschaft - Südafrika: Pretoria, Botschaft - Sudan: Khartum, Botschaft - Tansania: Daressalam, Botschaft - Tschad: N’Djamena, Botschaft - Tunesien: Tunis, Botschaft - Tunesien: Gafsa, Konsulat - Tunesien: El Kef, Konsulat - Uganda: Kampala, Botschaft |

### Asien
| - Aserbaidschan: Baku, Botschaft - Bahrain: Manama, Botschaft - Volksrepublik China: Peking, Botschaft - Indien: Neu-Delhi, Botschaft - Indonesien: Jakarta, Botschaft - Irak: Bagdad, Botschaft - Iran: Teheran, Botschaft - Japan: Tokio, Botschaft - Jemen: Sanaa, Botschaft - Jordanien: Amman, Botschaft - Katar: Doha, Botschaft - Kuwait: Kuwait, Botschaft | - Libanon: Beirut, Botschaft - Malaysia: Kuala Lumpur, Botschaft - Oman: Maskat, Botschaft - Pakistan: Islamabad, Botschaft - Saudi-Arabien: Riad, Botschaft - Saudi-Arabien: Dschidda, Generalkonsulat - Südkorea: Seoul, Botschaft - Syrien: Damaskus, Botschaft - Usbekistan: Taschkent, Botschaft - Vereinigte Arabische Emirate: Abu Dhabi, Botschaft - Vereinigte Arabische Emirate: Dubai, Konsulat - Vietnam: Hanoi, Botschaft |

### Australien und Ozeanien
- Australien: Canberra, Botschaft

### Europa
| - Belgien: Brüssel, Botschaft - Bulgarien: Sofia, Botschaft - Dänemark: Kopenhagen, Botschaft - Deutschland: Berlin, Botschaft - Deutschland: Frankfurt am Main, Generalkonsulat - Deutschland: Hamburg, Konsulat - Deutschland: München, Konsulat - Finnland: Helsinki, Botschaft - Frankreich: Paris, Botschaft - Frankreich: Lille, Generalkonsulat - Frankreich: Lyon, Generalkonsulat - Frankreich: Marseille, Generalkonsulat - Frankreich: Straßburg, Generalkonsulat - Frankreich: Besançon, Konsulat - Frankreich: Bobigny, Konsulat - Frankreich: Bordeaux, Konsulat - Frankreich: Grenoble, Konsulat - Frankreich: Metz, Konsulat - Frankreich: Montpellier, Konsulat - Frankreich: Nanterre, Konsulat - Frankreich: Nantes, Konsulat - Frankreich: Nizza, Konsulat - Frankreich: Pontoise, Konsulat - Frankreich: Saint-Étienne, Konsulat - Frankreich: Toulouse, Konsulat - Frankreich: Vitry-sur-Seine, Konsulat | - Griechenland: Athen, Botschaft - Italien: Rom, Botschaft - Italien: Mailand, Generalkonsulat - Italien: Neapel, Konsulat - Kroatien: Zagreb, Botschaft - Niederlande: Den Haag, Botschaft - Norwegen: Oslo, Botschaft - Österreich: Wien, Botschaft - Polen: Warschau, Botschaft - Portugal: Lissabon, Botschaft - Rumänien: Bukarest, Botschaft - Russland: Moskau, Botschaft - Schweden: Stockholm, Botschaft - Schweiz: Bern, Botschaft - Schweiz: Genf, Generalkonsulat - Serbien: Belgrad, Botschaft - Spanien: Madrid, Botschaft - Spanien: Alicante, Generalkonsulat - Spanien: Barcelona, Generalkonsulat - Tschechien: Prag, Botschaft - Türkei: Ankara, Botschaft - Türkei: Istanbul, Generalkonsulat - Ukraine: Kiew, Botschaft - Ungarn: Budapest, Botschaft - Vereinigtes Königreich: London, Botschaft |

### Nordamerika
| - Kanada: Ottawa, Botschaft - Kanada: Montreal, Generalkonsulat - Kuba: Havanna, Botschaft | - Mexiko: Mexiko-Stadt, Botschaft - Vereinigte Staaten: Washington, D.C., Botschaft - Vereinigte Staaten: New York, Generalkonsulat |

### Südamerika
| - Argentinien: Buenos Aires, Botschaft - Brasilien: Brasília, Botschaft - Chile: Santiago de Chile, Botschaft - Ecuador: Quito, Botschaft | - Kolumbien: Bogotá, Botschaft - Peru: Lima, Botschaft - Venezuela: Caracas, Botschaft |

## Vertretungen bei internationalen Organisationen
- Europäische Union: Brüssel, Ständige Mission
- AU: Addis Abeba, Ständige Vertretung
- Vereinte Nationen: New York, Ständige Vertretung
- Vereinte Nationen: Genf, Ständige Vertretung
- Arabische Liga: Kairo, Ständige Vertretung